# António Figueiredo Lopes
António Jorge de Figueiredo Lopes GCIH (Viseu, 21 de novembro de 1936) é um jurista e político português.

## Biografia
Frequentou o Liceu Nacional de Viseu e licenciou-se em Direito, pela Faculdade de Direito da Universidade de Lisboa.
Funcionário público — chegou a diretor-geral da Organização Administrativa em 1974 —,  desenvolveu uma longa carreira governativa, maioritariamente em governos formados pelo Partido Social Democrata, ao qual aderiu em 1981.
Em 1978, deixou a Direção-Geral da Organização Administrativa para assumir funções como Secretário de Estado da Administração Pública, integrando assim dois governos de iniciativa presidencial de António Ramalho Eanes; tendo como Primeiro-Ministro, sucessivamente, Alfredo Nobre da Costa (1978) e Carlos Alberto da Mota Pinto (1978). Em 1980, Francisco Sá Carneiro, Primeiro-Ministro do VI Governo Constitucional, formado pela Aliança Democrática, nomeou-o Secretário de Estado do Orçamento. Em 1981, passou a Secretário de Estado da Reforma Administrativa, cargo que desempenhou até 1983, sendo Primeiro-Ministro Francisco Pinto Balsemão. Prosseguiu a sua carreira governativa no governo do Bloco Central, sendo Primeiro-Ministro Mário Soares, indo exercer o cargo de Secretário de Estado da Defesa Nacional. Em 1985 continuou como Secretário de Estado da Defesa Nacional no X Governo Constitutional, sendo Primeiro-Ministro Cavaco Silva.
Em 1987, foi eleito deputado ao Parlamento Europeu, pelo PSD,  tendo cessado essas funções em 1988 para assumir o cargo de Consultor  da Comissão Europeia depois de ter sido selecionado em concurso público. Como alto funcionário da Comissão Europeia foi especialmente encarregado do desenvolvimento das relações entre a função pública europeia e as administrações públicas dos Estados-membros. Interrompeu essas funções em outubro  de 1991 para regressar à liderança da Secretaria de Estado da Defesa Nacional, a convite do então Primeiro-Ministro Aníbal Cavaco Silva.
Com o então Ministro da Defesa, Fernando Nogueira, foi um dos obreiros das reformas nas Forças Armadas. Manteve-se no posto até 1995, altura em que se tornou Ministro da Defesa, para substituir Fernando Nogueira, que havia passado a liderar o PSD. Esteve poucos meses em funções porque, entretanto, o PS seria eleito para governar Portugal.
Candidato pelo PSD nas eleições legislativas de 1995, tomou assento como deputado à Assembleia da República em 1995, mas logo no ano seguinte regressou ao seu posto na Comissão Europeia, tendo sido destacado para Paris, como encarregado de missão junto da Associação Notre Europe, a convite de Jacques Delors. Reformou-se na Comissão Europeia em Novembro de 2001.
Regressou às funções governamentais em abril de 2002, tendo sido convidado pelo Primeiro-Ministro José Manuel Durão Barroso para desempenhar o  cargo de Ministro da Administração Interna do XV Governo Constitucional até ao fim desse Governo, em julho de 2004, com a renuncia do Primeiro-Ministro para assumir a presidência da Comissão Europeia.
Exerceu ainda os cargos de vice-presidente do Conselho Científico do Instituto Europeu de Administração Pública, em Maastricht, assessor do Instituto da Defesa Nacional, vice-presidente do Instituto Nacional de Administração, membro do Conselho Superior de Defesa Nacional e diretor executivo do Instituto de Estudos Estratégicos e Internacionais. Foi ainda professor convidado do Instituto de Estudos Políticos da Universidade Católica Portuguesa e presidente do Centro de Estudos EuroDefense-Portugal, membro da rede europeia EURODEFENSE.
A 30 de janeiro de 2006 foi agraciado com a grã-cruz da Ordem do Infante D. Henrique.
António Figueiredo Lopes é, atualmente,  o político português que acumula mais nomeações no Governo. Entrou em setembro de 1978 como secretário de Estado no Governo de Nobre da Costa e teve a última exoneração, em julho de 2004, no Governo de Durão Barroso. Ao longo de 25 anos foi duas vezes ministro, com a pasta da Defesa Nacional e da Administração Interna, e oito vezes secretário de Estado (Expresso, 4/03/2024)

### Condecorações[2][3]
- Chevalier de l'Ordre National du Mérite (12 de dezembro de 1978)
- Chevalier de la Légion d'Honneur (30 de dezembro de 1980)
- Comendador da Ordem do Mérito Civil de Espanha (17 de agosto de 1998)
- Grã-Cruz da Ordem do Infante D. Henrique de Portugal (30 de janeiro de 2006)

## Funções governamentais exercidas
- Secretário de Estado da Administração Pública, III Governo Constitucional (1978)
- Secretário de Estado da Administração Pública, IV Governo Constitucional (1978 a 1979),
- Secretário de Estado do Orçamento, VI Governo Constitucional (1980 a 1981),
- Secretário de Estado da Reforma Administrativa,  VIII Governo Constitucional (1981 a 1983),
- Secretário de Estado da Defesa Nacional, IX Governo Constitucional (1983 a 1985),
- Secretário de Estado da Defesa Nacional, X Governo Constitucional (1985 a 1986)
- Secretário de Estrado da Defesa Nacional, XII Governo Constitucional (1991 a 1994)
- Ministro da Defesa Nacional, XII Governo Constitucional (1995)
- Ministro da Administração Interna, XV Governo Constitucional (2002 a 2004)